# Irusella
Irusella је род морских шкољки из породице Veneridae.

## Врсте
Према WoRMS
- Irusella lamellifera (Conrad, 1837)